# Absaloms Run
Absaloms Run – bystrze (run) w kanadyjskiej prowincji Nowa Szkocja, w hrabstwie Yarmouth, na rzece Tusket River (43°55′13″N, 65°52′58″W); nazwa urzędowo zatwierdzona 16 lipca 1974.